# Lekmannadomare
En lekmannadomare eller nämndeman är en lekman som tillsammans med en eller flera lagfarna domare dömer i domstol. 
Nämndemannatraditionen är gammal i Sverige och också i Finland, Tyskland och Japan. Den anses vara ett sätt att låta lekmän medverka i den dömande processen. Till syftena hör också att ge allmänheten inblick i den dömande verksamheten, och sålunda höja förtroendet för domstolarna, och att tillse att rättstillämpningen ligger i linje med det allmänna rättsmedvetandet.

## Sverige
I de allmänna domstolarna deltar nämndemän vid avgörande av brottmål och familjemål och i förvaltningsdomstolarna i en rad olika måltyper, till exempel socialförsäkringsmål och mål om olika former av tvångsvård. I tingsrätt och förvaltningsrätt är nämndemännen i majoritet, medan i hovrätt och kammarrätt är de lagfarna domarna i majoritet.
Nämndemännen är helt jämlika med de lagfarna domarna - alla har varsin individuell röst och alla deltar i samtliga beslut som rätten ska fatta. Nämndemän har även rätt att bifoga reservation med motivering till domen. Detta skiljer nämndemän från de jurymedlemmar som finns i många andra länder, som till en början ofta endast medverkar i brottmål, och då vanligen bara tar ställning i skuldfrågan, medan det är domaren som fastställer påföljden. Dock får juryn i några länder också fastställa straffet. I Sverige förekommer jury enbart i tryckfrihetsmål.